# Мальдини, Кристиан
Кристиан Мальдини (итал. Christian Maldini; род. 14 июня 1996, Милан) — итальянский футболист, защитник.

## Биография
Родился в семье знаменитого защитника «Милана» Паоло Мальдини и венесуэльской модели Адрианы Фоссы. Его брат Даниэль также является футболистом. Дед Чезаре был известным футболистом и тренером.
Воспитанник футбольной академии «Милана», в системе которой занимался с 2004 года. 2014 год провёл на правах аренды в примавере «Брешии». В 2016 году ушёл из «Милана» в «Реджану», откуда сразу же направился в аренду в мальтийский клуб «Хамрун Спартанс». Его дебют в высшем дивизионе состоялся 18 сентября 2016 года в матче против клуба «Сент-Эндрюс». 23 января 2017 года аренда была расторгнута, а Мальдини перешёл из «Реджаны» в «Про Сесто», за которых провёл четыре встречи за остаток сезона. Летом 2017 года перешёл в «Фонди».
В сентябре 2023 года завершил карьеру в возрасте 27 лет и заявил о намерении работать футбольным агентом.